# Zemětřesení v Turecku a Sýrii 2023
Zemětřesení v Turecku a Sýrii byla dvojice otřesů, které zasáhly Turecko a severozápadní část Sýrie v pondělí 6. února 2023. První zemětřesení nastalo ve 4:17 hodin místního času (SEČ 2:17). Epicentrum se nacházelo na místě vzdáleném 33 kilometrů od tureckého města Gaziantep, k zemětřesení došlo v hloubce 17,9 km pod zemí. Druhé zemětřesení, které nastalo ve 13:24 místního času (SEČ 11:24), mělo epicentrum poblíž města Kahramanmaraş.

## Intenzita a průběh
Živel dosáhl nejvyšší naměřené síly 7,8–8,0 Mw a v průběhu dalších šesti hodin jej doprovázely dotřesy o síle 4 až 6,7 Mw. V důsledku zemětřesení vznikla menší vlna tsunami, která bez znatelných škod zasáhla blízká pobřeží. Odpoledne téhož dne, v 13:24 místního času (SEČ 11:24), zasáhlo východ Turecka v oblasti města Kahramanmaraş další zemětřesení o síle 7,5–7,7 Mw. Příčné posuvy země ukazují na Východoanatolský zlom a částečně Levantský rift.

## Rozsah
Zemětřesení mělo podle předběžných informací původ v oblasti Východoanatolského zlomu, ačkoli v minulosti se většina ničivých zemětřesení odehrála na Severoanatolském zlomu. Zasažené byly zejména turecká města a provincie Gaziantep, Malatya a syrské město Aleppo.
Menší otřesy byly cítit i v Libanonu nebo na Kypru, a podle některých zpráv byly zaznamenány dokonce i v Řecku, Jordánsku, Izraeli, Iráku, Rumunsku, Gruzii a Egyptě.

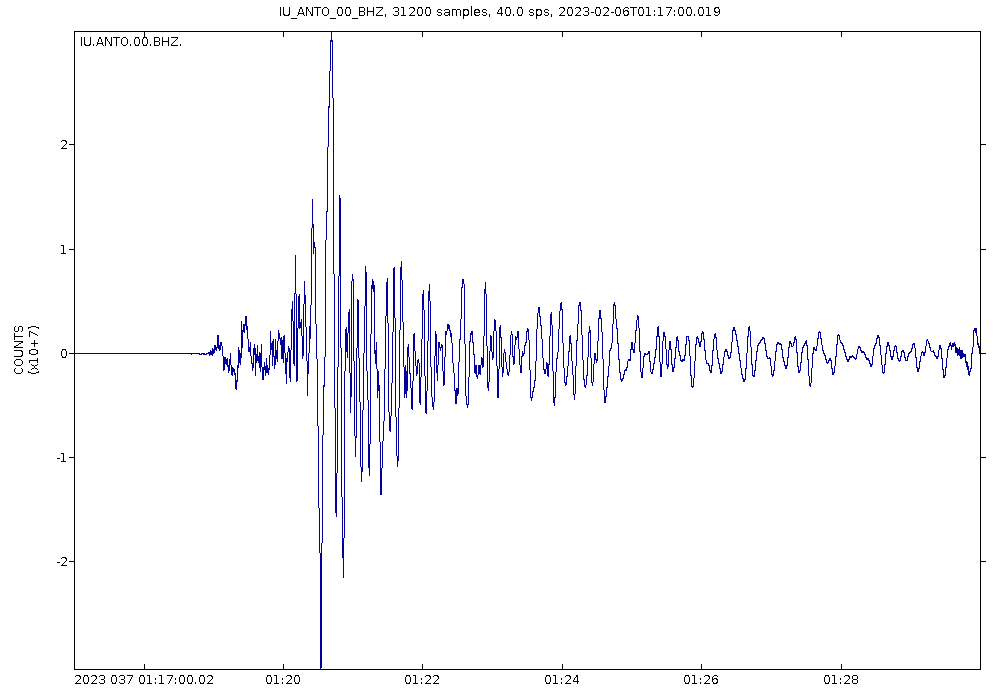
Seismograf naměřil otřes o síle až 7,8 Richterovy stupnice.

Je to jedno z nejsilnějších zemětřesení v dějinách Turecka (cca od roku 1900), srovnatelné se zemětřesením z roku 1939 v Erzincan (taktéž 7,8 Mw). Před touto událostí zemi zasáhlo zemětřesení naposledy v roce 2020; 24. ledna v provincii Elâzığ o síle 6,8 Mw a 30. října v Egejském moři o síle 7,0 Mw. Patří také mezi desítku nejsmrtonosnějších zemětřesení v posledních 100 letech.

## Oběti a škody
Hlášeno je více než 120 000 zraněných osob a přes 53 565 potvrzených úmrtí (přes 45 089 v Turecku a dalších více než 8 476 v Sýrii). Tisíce dalších lidí je pohřešováno, uvězněno pod troskami zřícených budov. Probíhající dotřesy a nestabilní budovy záchranné akce znesnadňují. Za vysokým počtem obětí je nutno vidět zejména obcházení stavebních předpisů - v Erzinu jednom z měst v oblasti zemětřesení a jediném, kde úřady důsledně vyžadovaly dodržování norem během staveb, nezemřel jediný člověk, nezřítil se žádný dům.
Místní úřady se potýkají s přeplněnými nemocnicemi a nedostatečnými lidskými i materiálními zdroji či špatnou infrastrukturou pro pomoc venkovským oblastem.
V důsledku katastrofy bylo zničeno více než 5600 budov. Škody na majetku by v Turecku mohly dosahovat podle předběžných odhadů až 71 mld. USD. Turecká lira zaznamenala v souvislosti se zemětřesením rozsáhlý propad.
Kromě občanů Turecka a Sýrie zemřely také desítky občanů dalších zemí, včetně Ukrajiny, Gruzie, Maroka, Uzbekistánu nebo Česka.

## Reakce

### Turecko
Prezident Recep Tayyip Erdoğan vyhlásil mimořádný stav a zažádal o mezinárodní pomoc. Do zasažených oblastí byla vyslána na pomoc armáda a všechny dostupné záchranné složky v zemi. K pátracím a záchranným akcím bylo nasazeno celkem 218 417 osob. Podle dosavadních informací bylo ze sutin vyproštěno již přes 10 000 osob. Vážně byla zasažena města Adıyaman, Diyarbakır, Gaziantep a Malatya. Zřítily se i vysokopodlažní, běžně zemětřesením odolávající budovy či nemocnice. Na místech jsou hlášeny požáry.

### Sýrie
Syrská civilní obrana, která ovládá zasažená území a je opozicí vůči režimu Bašára al-Asada, hlásí katastrofální stav situace. Oficiální prezident Bašár al-Asad ohlásil pomoc zasaženým oblastem. Sýrie hlásí poškozená velká města Aleppo, Latákie či Hamá. Otřesy byly zaznamenány i v hlavním městě Damašku. Situaci komplikuje špatný stav infrastruktury a budov, často ještě poškozené z následků období občanské války.

### Mezinárodní pomoc
Vlády a hlavy států napříč světem vyjádřili zasaženým zemím a rodinám obětí kondolenci. Záchranné složky vyslaly Spojené státy americké, Spojené království, Indie, Francie, Polsko, Rumunsko, Slovensko, Ukrajina či Rusko. Dohromady v postižených regionech zasahuje přes 113 tisíc záchranářů včetně zhruba 6 000 odborníků. Podporu zasaženým oblastem vyjádřili také šéf diplomacie Evropské unie, Severoatlantické aliance a řada neziskových organizací.
Česko zaslalo do zasažených oblastí specializovaný útvar USAR (Urban Search And Rescue). Celkem bylo vysláno 70 záchranářů včetně několika kynologů a tlumočník. Délka vyslání byla  stanovena na 10 dní, tým odletěl v pondělí 6. února a vrátil se v pátek 17. února. Kondolenci obětem již vyjádřil premiér Petr Fiala či prezident Miloš Zeman.